# Владиславув (Зґерський повіт)
Владиславув (пол. Władysławów) — село в Польщі, у гміні Зґеж Зґерського повіту Лодзинського воєводства.
Населення — 141 особа (2011).
У 1975-1998 роках село належало до Лодзинського воєводства.

## Демографія
Демографічна структура станом на 31 березня 2011 року:
|          | Загалом | Допрацездатний вік | Працездатний вік | Постпрацездатний вік |
| -------- | ------- | ------------------ | ---------------- | -------------------- |
| Чоловіки | 71      | 17                 | 46               | 8                    |
| Жінки    | 70      | 18                 | 35               | 17                   |
| Разом    | 141     | 35                 | 81               | 25                   |